# Ентоні Фаучі
Ентоні Фаучі (англ. Anthony Fauci) — доктор медицини, американський лікар та науковець, редактор 17-ї та 18-ї редакції фундаментальної праці Основи внутрішньої медицини за ред. Т. Гарісона, керівник Інституту алергології та інфекційних захворювань.

## Біографія
Народився 24 грудня 1940 р. у Нью-Йорку (США). Отримав ступінь доктора медицини у Корнелльському медичному коледжі університету 1966 р. Пройшов інтернатуру та резидентуру у Нью-Йоркській лікарні Корнелльського медичного центру.
В 1968 р. прийшов до Національного інституту Здоров'я як клінічний співробітник лабораторії клінічних досліджень. 1974 р. він очолив відділ клінічної фізіології, а 1980 р. був призначений начальником лабораторії імунорегуляції. 1984 р. став директором NIAID, де він контролює низку фундаментальних і прикладних досліджень з метою запобігання, діагностики та лікування інфекційних захворювань та захворювань імунної системи, включаючи ВІЛ/СНІД, венеричні захворювання, хвороби від потенційних агентів біотероризму, туберкульоз, малярію, автоімунні захворювання, бронхіальну астму та алергію.

### В публікаціях
Автор книги «Справжній Ентоні Фаучі. Білл Гейтс та Біг Фарма у війні проти демократії та громадського здоров'я» — Роберт Ф. Кеннеді-молодший — племінник колишнього президента-демократа Джона Ф. Кеннеді хоче зрозуміти, що відбувається в останні 20 місяців. Сам він називає те, що відбувається «контрольованим руйнуванням ліберальної демократії в усьому світі».